# جيهان نصر
جيهان نصر (4 مايو 1972 -)، ممثلة مصرية.

## عن حياتها
حصلت على بكالوريوس رياض الأطفال. بدأت طريقها من خلال الإعلانات ثم انتبه إليها التلفزيون فقامت بالعديد من الأدوار والبطولات.
اشتهرت في دورها بمسلسل المال والبنون، وفي المسرح لعبت البطولة في «أنا والنظام وهواك» و «المحظوظ وأنا» مع سمير غانم، وفي عام 1997 تزوجت من رجل الأعمال السعودي سعود الشربتلي واعتزلت المجال الفني بنفس العام.

## أعمالها

### من الأفلام
| - خيال العاشق:1997-إلهام - البحث عن توت عنخ أمون:1997-طايعة - اللي رقصوا ع السلم:1994-هويدا - جدعان الحلمية:1994-ليلى - زيارة السيد الرئيس:1994-صدفه | - لعبة الإنتقام:1992-الممرضة - الحب في طابا:1992-منى - السجينة 67:1992-موظفة بالشركة - 2 ضد القانون:1992-موظفة - مراهقون ومراهقات:1991 | - شاويش نص الليل:1991 - الكيت كات:1991-روايح - حلقة الرعب:1990-سناء - ليلة عسل:1990 - زوجة رجل مهم:1988-منى صغيرة - خليل بعد التعديل ١٩٨٧ | - سكة سفر:1987-فاطمة سلامة - خليل بعد التعديل:1987-أمينة خليل إبراهيم - فوزية البرجوازية:1985 - سقوط الطائر الغريب |

### مسلسلات
| - أسرار خاصة:1997-هالة - أصل و خمس صور:1997 - مرفوع مؤقتا من الخدمة:1997-شهرزاد - بريء في ورطة:1997 - الأبطال (ج1، 2):1996، 1997-زبيدة - زقاق السنجقدار:1996 - ومن الذي لا يحب فاطمة:1996-ماجدة | - عندما تتحرك الجبال:1996 - المال والبنون (ج2):1995-فريال فراويلة - الوهم والسلاح:1995 - مرايا الحب:1995-ابنة شعلان - قلبي ليس في جيبي:1994-خديجة - رياح الخوف:1994-رحاب - الأزواج الطيبين:1993-ليلى عاصي الزيناتي | - قصر فوق الرمال:1992-فايزة - ساعات خطر 1991 (منى) - مملوك في الحارة:1991 - دكتور في الغربة:1991 - البخيل وأنا:1991-نبيلة - مذكرات زوج:1990 - ألف ليلة وليلة: الأشكيف وست الملاح:1989-نورهان - صابر يا عم صابر:1988 | - خمسة خمسة:1987 - حكاية سلامة - لا شيء يهم - الخط الأبيض - التضحية - الطير المسافر | - هي والعاصفة - السحت - الخروج من الدائرة - المرأة أصلها نمر - الطوفان - جنة حتحوت |

| - المحظوظ وأنا:1997-وردة - بهلول في إستنبول:1995-فاطمة - أنا والنظام وهواك:1993 - عصفور و دبور | - الحلو مايكملش:1997-العروس - المضحكون:1995 - ألف ليلة وليلة: عروس البحور:1985 | - الشبوره - خلافات زوجية - محاكمة في الزمن الضائع - نقطة مراقبة - مشهور في شهر العسل - حد الهاوية - صاحبة العصمة - الاستجابة |